# Offingen
Offingen là một đô thị ở huyện Günzburg bang Bavaria thuộc nước Đức.

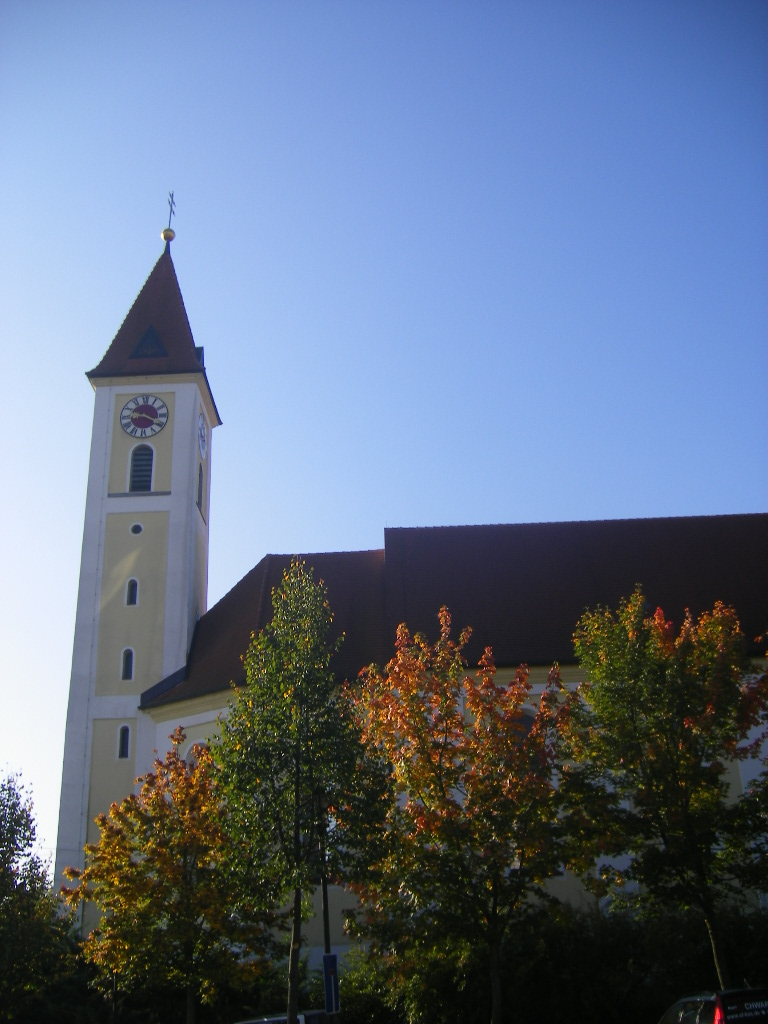
Saint George's church, Offingen